# World Radio Switzerland
World Radio Switzerland (WRS) je jediná anglickojazyčná rozhlasová stanice ve Švýcarsku.
Stanice začala vysílat v roce 1996 pod názvem World Radio Geneva na FM pásmu pro Ženevu a okolí. Od roku 2007 vysílá World Radio Switzerland také v DAB (později DAB+), v rozvodech kabelové televize, na satelitu a po Internetu.
V červnu 2012 oznámila společnost SRG SSR, že stanici prodá do soukromého nebo institucionálního vlastnictví. Od roku 2013 patří stanice mediální společnosti Anglo Media Group AG se sídlem v Ženevě.